# تخطيط كهرباوي قشري
التخطيط الكهرباوي القشري اختصرًا (ECoG) أو تخطيط كهربائية الدماغ داخل القحف اختصرًا (iEEG)، هو نوع من المراقبة الفيزيولوجية الكهربائية التي تستخدم أقطابًا كهربائية موضوعة مباشرة على السطح المكشوف للدماغ لتسجيل النشاط الكهربائي في القشرة المخية. في المقابل، تقوم أقطاب تخطيط كهربية الدماغ التقليدية (EEG) بمراقبة هذا النشاط من خارج الجمجمة. يمكن إجراء ECoG إما في غرفة العمليات أثناء الجراحة (ECoG أثناء العملية) أو خارج الجراحة (ECoG خارج الجراحة). لأن حُجّ القحف (شق جراحي في الجمجمة) مطلوب لزرع شبكة القطب الكهربائي ECoG هو إجراء جراحي.

## تاريخيًا
كان إجراء التخطيط الكهرباوي القشري رائدًا في أوائل الخمسينيات من القرن الماضي، فقد استخدمه وايلدر بنفيلد وهربرت جاسبر، جراحَي الأعصاب في معهد مونتريال للأعصاب. طور الاثنان التخطيط الكهرباوي القشري كجزء من إجراءات معهد مونتريال الرائدة، وهو بروتوكول جراحي يستخدم لعلاج المرضى الذين يعانون من الصرع الشديد. استُخدمت كمونات الفعل القشرية المسجلة بواسطة التخطيط الكهرباوي القشري لتحديد المناطق من القشرة المسؤولة عن توليد نوبات الصرع. تُزال بعد ذلك هذه المناطق جراحيًا من القشرة، ويتخلص المريض بذلك من النسيج الدماغي الذي يولد نوبات الصرع. استخدم بنفيلد وجاسبر أيضًا التحفيز الكهربائي أثناء تسجيل التخطيط الكهرباوي القشري للمرضى الذين يخضعون لجراحة الصرع تحت التخدير الموضعي. استخدم هذا الإجراء لاستكشاف التشريح الوظيفي للدماغ، ورسم خرائط مناطق الكلام وتحديد مناطق القشرة الحسية الجسدية والقشرة الحركية الجسدية التي لن تُستأصل جراحيًا. كان الطبيب روبرت جالبريث أيضًا باحثًا في علوم الدماغ في كلية الطب في جامعة تولين.

## أساس الفيزيولوجيا الكهربية
تتكون إشارات التخطيط الكهرباوي القشري من كمونات العمل ما بعد المشبكية المتزامنة (جهد الحقل الموضعي) المسجلة مباشرة من السطح المكشوف للقشرة الدماغية. تحدث الكمونات بشكل أساسي في الخلايا الهرمية القشرية، وبالتالي ستمر من خلال عدة طبقات من القشرة الدماغية والسائل النخاعي والأم الحنون والأم العنكبوتية قبل الوصول إلى أقطاب التسجيل تحت الجافية الموضوعة تحت الأم الجافية مباشرة (الغشاء القحفي الخارجي). ومع ذلك، للوصول إلى أقطاب فروة الرأس في مخطط كهربية الدماغ التقليدي، يجب أيضًا توصيل الإشارات الكهربائية من خلال الجمجمة، بالتالي تضعف الكمونات بسرعة بسبب الموصلية المنخفضة للعظام. لذلك تُعتبر الدقة المكانية للتخطيط الكهرباوي القشري أعلى بكثير من دقة تخطيط كهربية الدماغ التقليدي، وهي ميزة تصوير مهمة للتخطيط قبل الجراحة. يوفر التخطيط الكهرباوي القشري دقة زمنية تبلغ حوالي 5 مل ثانية ودقة مكانية تبلغ 1 سم.
باستخدام أقطاب كهربائية للعمق، يعطي جهد الحقل الموضعي مقياسًا للتجمع العصبي في كرة بنصف قطر 0.5 حتى 3 ملم حول أطراف القطب. في حال كان معدل التسجيل مرتفعًا (أكثر من حوالي 10 كيلو هرتز)، ستستطيع أقطاب العمق أيضًا قياس كمونات العمل. في هذه الحالة، تنخفض الدقة المكانية إلى الخلايا العصبية الفردية، ومجال قياس القطب الكهربي المفرد هو حوالي 0.05 حتى 0.35 ملم.

## الإجراء
يُسجل المخطط الكهرباوي القشري عبر الأقطاب الكهربائية الموضوعة على القشرة المكشوفة. من أجل الوصول إلى القشرة، يجب على الجراح أولًا إجراء حج القحف، وإزالة جزء من الجمجمة لكشف سطح الدماغ. يمكن إجراء العملية إما تحت التخدير العام أو تحت التخدير الموضعي إذا كان تفاعل المريض مطلوبًا لرسم الخرائط القشرية الوظيفية. تُزرَع بعد ذلك الأقطاب الكهربائية جراحيًا على سطح القشرة، وتُوَجّه بواسطة نتائج مخطط كهربية الدماغ قبل الجراحة والتصوير بالرنين المغناطيسي (MRI). يمكن وضع الأقطاب الكهربائية خارج الجافية (فوق الجافية) أو تحت الأم الجافية (تحت الجافية). تتكون أقطاب التخطيط عادةً من ستة عشر سبيكة من الفولاذ المقاوم للصدأ والمعقم الذي يمكن التخلص منه أو من الكربون أو البلاتين أو سبائك الإيريديوم البلاتينية أو قطب كهربائي كروي ذهبي، يُركّب كل منها على مفصل كروي ومقبس لسهولة تحديد الموضع. توصَل هذه الأقطاب الكهربائية بشكل تاج أو هالة. تُستخدم أقطاب الشبكة والشريط الجوفي أيضًا على نطاق واسع في أبعاد مختلفة، إذ تحتوي على 4 إلى 256 أقطاب كهربائية. تكون الشبكات شفافة ومرنة ومرقمة عند كل اتصال لها مع القطب الكهربائي الموافق. يكون التباعد القياسي بين أقطاب الشبكة هو 1 سم، ويبلغ قطر الأقطاب الكهربائية المفردة عادة 5 ملم. توضع الأقطاب الكهربائية برفق على السطح القشري، وهي مصممة بمرونة كافية لضمان عدم حدوث إصابة نتيجة الحركات الطبيعية للدماغ. الميزة الرئيسية للأقطاب الكهربائية والشبكة هي أنها قد تنزلق تحت الأم الجافية إلى مناطق قشرية غير مكشوفة بواسطة عملية حج القحف. يمكن استخدام أقطاب كهربائية عميقة لتسجيل النشاط من الهياكل الأعمق مثل الحُصين.